# Hualaihué
Hualaihué is een gemeente in de Chileense provincie Palena in de regio Los Lagos. Hualaihué telde 8.944 inwoners in 2017.